# Анна Россінеллі
А́нна Россіне́ллі (нім. Anna Rossinelli; нар. 20 квітня 1987, Базель) — швейцарська співачка. Представляла Швейцарію на пісенному конкурсі Євробачення 2011 з піснею «In Love for a While», де посіла останнє, 25 місце.

## Біографія
Анна Россінеллі народилася 20 квітня 1987. З раннього дитинства вона співала і відвідувала музичні класи під час навчання в школі. У віці 16 років вона на 3 роки вступила до джазової школи в Базелі, де займалася вокалом, фортепіано та сольфеджіо. 
Як співачка вперше виступила у 13 років. Вже наступного року вона зібрала свою акапелльну групу і приєдналася до рок-групи. Після цього вона виступала з різними командами, зокрема з The Monotones і The Fabulous Tools, набуваючи досвіду сценічних виступів, а також брала участь в низці студійних проєктів. Зараз є солісткою поп-соул тріо Anne Claire.

## Євробачення 2011
11 грудня 2010 року Анна Россінеллі перемогла у Швейцарському національному фіналі (нім. Die grosse Entscheidungs Show) з піснею «In Love For a While» представляла Швейцарію на Євробаченні 2011 в Дюссельдорфі.